# Công viên quốc gia Karkonosze
Công viên quốc gia Karkonosze (tiếng Ba Lan: Karkonoski Park Narodowy) là một công viên quốc gia thuộc dãy núi Karkonosze ở Sudetes phía tây nam Ba Lan, dọc biên giới với Cộng hòa Séc.

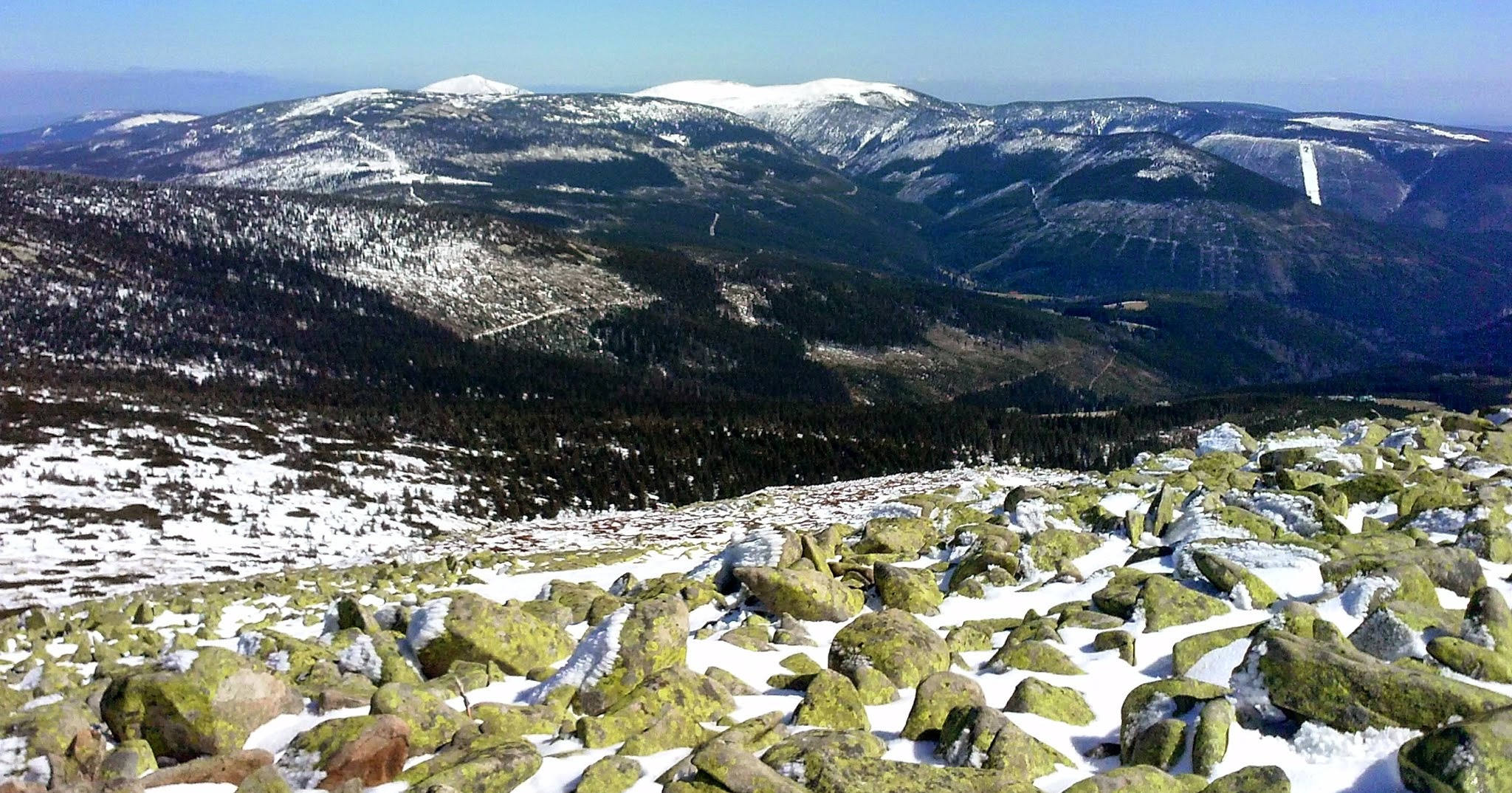
Công viên Karkonosze

Công viên thuộc tỉnh Lower Silesian Voivodeship, ở vùng cao nhất của Sudetes. Nó được thành lập vào năm 1959 với diện tích 55.10 km². Ngày nay, công viên này được mở rộng hơn một chút với diện tích là 55.76 km², trong đó 17,18 km² được bảo vệ nghiêm ngặt. Phần lớn diện tích công viên là rừng (khoảng 33,80 km²). Năm 1992, Vườn quốc gia Karkonosze, cùng với Vườn quốc gia Krkonoše của Cộng hòa Séc, đã trở thành một phần của khu dự trữ sinh quyển Krkonose / Karkonosze theo chương trình Con người và Sinh quyển (MaB) của UNESCO. Ngoài ra, 40 héc-ta bãi than bùn đã được công nhận là vùng đất ngập nước quốc tế theo Công ước Ramsar.

## Địa lý
Dãy núi Karkonosze là dãy núi cao nhất trong số các dãy núi vùng Sudetes rộng lớn trải dài theo đường chân trời, từ phía tây nam Ba Lan dọc theo biên giới phía bắc của Cộng hòa Séc, đến miền đông nước Đức. Đỉnh cao nhất của nó là Śnieżka đạt độ cao 1.602 mét (5.256 ft) trên mực nước biển, cùng với đỉnh Śnieżnik cao 1.424 mét (4.672 ft), và đỉnh Ślęża ở phía xa hơn, tạo thành một hình tam giác. 3 đỉnh này được nối với nhau duy nhất bằng một con đường mòn đi bộ chỉ dành riêng cho những khách du lịch đạt đủ điều kiện về sức khỏe. Śnieżka là đỉnh duy nhất có đỉnh núi tròn, không có cây cối bao phủ.
Dãy núi Krkonose / Karkonosze nằm trong vùng phân chia của hệ thống nước châu Âu giữa lưu vực của hai con sông lớn – Elbe và Oder – nghĩa là dãy núi này cũng ngăn cách các lưu vực của Biển Baltic và Biển Bắc. Nhiều dòng suối của Karkonosze chảy xuống những ngọn đồi, tạo ra những thác nước. Thác lớn nhất ở vùng núi Ba Lan (300 m) được tạo ra bởi dòng suối Łomniczka.
Có khoảng 100 loài chim khác nhau sống trong công viên này, phần lớn các loài động vật đều sống ở đó. Chỉ có một số ít loài sống ở các vùng rừng cao trên núi; ở các vùng thấp hơn có khoảng 100 loài, ở các đỉnh núi không có quá 10 loài sinh sống. Công viên có bốn loài cá, sáu loài lưỡng cư và năm loài bò sát. Điểm thu hút của công viên là loài cừu núi, được đưa đến đây vào đầu thế kỷ 20. Công viên còn là nơi cư ngụ của những đàn sói xám châu Âu.
Công viên quốc gia Karkonosze được hơn 1,5 triệu khách du lịch ghé thăm hàng năm. Họ có thể sử dụng 112 km đường đi bộ, 10 thang máy trượt tuyết và 12 nhà khách trong khuôn viên này. Công viên có trụ sở tại thị trấn Jelenia Góra.